# Іан Пейслі
Іан Річард Кайл Пейслі, іноді Йен, Ян або Іен Пейслі або Пейслі (англ. Ian Richard Kyle Paisley; 6 квітня 1926, Арма, Північна Ірландія — 12 вересня 2014) — північноірландський політик, один з лідерів юніоністського руху в Ольстері, релігійний діяч. Засновник Демократичної юніоністської партії і Вільної пресвітеріанської церкви Ольстера. За свою бескопроміссность в політиці отримав прізвисько «Доктор Ні».

## Біографія
Народився в сім'ї баптистського пастора в Армі, але його батьки незабаром переїхали в Балліміну. Вивчав теологію в кількох протестантських коледжах. В 1946 у був висвячений на священика. Пізніше, в 1954, отримав ступінь доктора богослов'я. На початку 1950-х відбувся майновий конфлікт Пейслі з керівництвом місцевої пресвітеріанської церкви (церковне керівництво ухвалило рішення передати використовувані Пейслі церковні приміщення для організації танців). У результаті Пейслі заснував у містечку Кроссгар власну конгрегацію — Вільну пресвітеріанську церква Ольстера.
У 1960-і Пейслі починає активно займатися політикою, виступаючи на стороні юніоністів. У 1966 Пейслі заснував антикатолицьку газету Protestant Telegraph, в якій викладав свої погляди. Пізніше ця газета стала одним з основних друкованих органів Демократичної юніоністської партії. На виборах 1970 року був вперше обраний до Палати громад, і з тих пір постійно переобирався. У 1971 Пейслі і Десмонд Бойл заснували Демократичну партію юніоністську, і Пейслі став її першим лідером. У 1970-і Пейслі активно виступав проти поширення дії закону про декриміналізацію гомосексуальних відносин на Північну Ірландію, а також почав кампанію «Врятуйте Ольстер від содомії». Крім того, Пейслі показав себе безкомпромісним супротивником примирення з ірландськими збройними угрупованнями. Завдяки цьому популярність Пейслі серед протестантів ще більше зросла, і в 1979 його було обрано в Європейський парламент.
У 1980-і Пейслі був одним з найвидніших противників поступок ірландським республіканцям і підписання англо-ірландського угоди. Пейслі був також противником підписання Белфастської угоди у 1998, проте прем'єр-міністри Великої Британії та Ірландії Тоні Блер і Берті Агерн підписали угоду. Крім того, ця угода була схвалена на референдумах в Ольстері і в Республіці Ірландія. За цим налійшли пом'якшення позиції Пейслі і його знаменна зустріч з прем'єр-міністром Ірландії Берті Ахерном. Пейслі і його Демократична юніоністська партія все ж взяли участь в роботі Асамблеї Північної Ірландії, а сам він 8 травня 2007 став Першим міністром Північної Ірландії.
2006 року дружина Пейслі, Ейлін, отримала перство і стала членом Палати лордів, у той час як Іан продовжив залишатися членом Палати громад.
У 2008 оголосив про відхід з великої політики.